# Federico Matías Scoppa
Federico Matías Scoppa (San Nicolás, 7 de Julho de 1990) é um futebolista argentino.
É um trinco de raiz que foi adquirido por um grupo empresarial, que o cedeu por um ano de empréstimo ao FC Porto, mas devido ao grande número de jogadores na posição na qual Scoppa joga, este foi emprestado ao Leixões. Scoppa não consegui impor na equipa principal do Leixões, e para conseguir jogar regularmente, Scoppa foi emprestado ao Sporting Clube da Covilhã.